# 최성환 (씨름 선수)
최성환(1992년 3월 19일 ~ )은 대한민국의 씨름 선수이다. 키 183cm, 몸무게 107kg. 소속 영암군민속씨름단

## 생애
경상북도 경주에서 태어났다. 신라중학교와 의성고등학교, 동아대학교를 졸업하였다.
2012년 청도소싸움장사배 한씨름큰마당 및 전국대학장사씨름대회 개인전 역사급 1위, KBSN 전국대학 청도 장사씨름대회 개인전 역사급 1위, KBSN 전국대학 고령 장사씨름대회 개인전 역사급 1위, 2013년 추석장사씨름대회 한라장사. 대학생이 한라장사에 오른 것은 이만기 이후 30년 만이었다. 2014년 실업팀인 의성군청에 입단했다. 그러나 무릎과 갈비뼈 부상으로 고전했다. 2015년 2월20일 2015년 설날장사씨름대회 한라장사(110kg 이하) 결정전에서 한라급의 최고 장사인 이주용을 3-2로 꺾고 실업팀 입단뒤 첫 장사에 등극했다. 2017년 1월 의성군청에서 영암군민속씨름단으로 이적했다, 팀 이적 후 첫 대회인 2017년 설날장사 씨름대회에서 한라장사에 등극했다, 같은 해 단오장사 씨름대회, 추석장사 씨름대회 한라장사까지 장사등극하며 기염을 토해냈다, 그러면서 민속무대 한라급 대표선수로 자리를잡았다, 2018년 부상으로 슬럼프에 있다 2019년 설날장사 씨름대회에서 한라장사에 등극했다. 1년 3개월만의 장사등극이었다. 2019년 단오장사 씨름대회 한라장사, 2020년 설날장사 씨름대회 한라장사, 2020년 추석장사 씨름대회 한라장사에 등극했고 군복무 복귀 뒤 열린 2022년 추석장사 씨름대회에서 한라장사에 등극 개인통산 10번째 장사에 등극했다.

## 가족 관계
아버지는 택시 기사인 최동섭이 있다. 2017년 결혼을 했으며 슬하에 1남 1녀를 두고 있다.

## 같이 보기
- 윤필재 (2살 연하 동료 출신 씨름선수)